# القشبة (حبيش)

تعديل مصدري - تعديل

القشبة محلة تابعة لقرية جدل الودنين، التابعة لعزلة السلق بمديرية حبيش إحدى مديريات محافظة إب في الجمهورية اليمنية، بلغ تعداد سكانها 77 حسب تعداد اليمن لعام 2004.